# All That Matters
| Críticas profissionais                                                      | Críticas profissionais |
| Avaliações da crítica                                                       | Avaliações da crítica  |
| Fonte                                                                       | Avaliação              |
| --------------------------------------------------------------------------- | ---------------------- |
| AllMusic                                                                    | [ 1 ]                  |
| Esta tabela precisa de ser acompanhada por texto em prosa. Consulte o guia. |                        |

All That Matters é um álbum de estúdio do músico, cantor e compositor estadunidense Michael Bolton, lançado em 1997.

## Faixas
1. "Safe Place From the Storm" (Bolton, Warren) – 5'22"
2. "The Best of Love" (Babyface, Bolton) – 4'19"
3. "Let's Make a Long Story Longer" (Bolton, Houston) – 4'39"
4. "A Heart Can Only Be So Strong" (Warren) – 5'02"
5. "Fallin'" (Rich) – 3'47"
6. "Forever's Just a Matter of Time" (Bolton, Houston) – 4'28"
7. "Whenever I Remember Loving You" (Bolton, Burr) – 4'26"
8. "Show Her the Way" (Bolton, Eastmond) – 4'42"
9. "Why Me" (Babyface, Bolton, Dozier) – 4'36"
10. "Can't Get Close Enough to You" (Bolton, Eastmond, Houston) – 4'46"
11. "Let There Be Love" (Bolton, Houston) – 5'23"
12. "Pleasure or Pain" (Bolton, Rich, Warren) – 4'06"
13. "Go the Distance" (Menken, Zippel) – 8:28"
14. "When There Are No Words" - 4'16" - (faixa bonus na versão do Reino Unido)

## Desempenho nas paradas

### Álbum
| Paradas (1997) | Melhor posição |
| -------------- | -------------- |
| Billboard 200  | 39             |

### Singles
| Ano  | Single                      | Parada             | Posição |
| ---- | --------------------------- | ------------------ | ------- |
| 1997 | "Go the Distance"           | Adult Contemporary | 1       |
| 1997 | "The Best of Love"          | Adult Contemporary | 5       |
| 1997 | "The Best of Love"          | Adult Contemporary | 5       |
| 1998 | "Safe Place From the Storm" | Adult Contemporary | 18      |